# Dicranomyia (Dicranomyia) contristans
Dicranomyia (Dicranomyia) contristans is een tweevleugelige uit de familie steltmuggen (Limoniidae). De soort komt voor in het Neotropisch gebied.